# Curvelo
Curvelo là một đô thị thuộc bang Minas Gerais, Brasil. Đô thị này có diện tích 3295,9 km², dân số năm 2007 là 74409 người, mật độ 22,4 người/km².